# Davide Sparti
 Davide Sparti (Rome, 1961) est un sociologue italien.

## Activités professionnelles
Professeur titulaire de sociologie de la communication et d'épistémologie des sciences sociales auprès de la faculté de lettres et de philosophie de l'Université de Sienne. Auparavant, il a enseigné à l'Université de Milan-Bicocca ainsi qu'à l'Université de Bologne.
Il collabore avec de nombreuses revues scientifiques italiennes (Iride, Paradigmi, Il Mondo3, Psicoterapia e scienze umane, Intersezioni).

## Honneurs
En 2002, il a été nommé Scientifique international de l'année, par le International Biographical Centre de Cambridge.

## Publications principales
- (it) 1992 Se un leone potesse parlare. Indagine sul comprendere e lo spiegare, Sansoni (en français : Si un lion pouvait parler. Enquête sur le « comprendre » et l'« expliquer »)
- (it) 1994 Sopprimere la lontananza uccide. Donald Davidson e la teoria dell'interpretazione, Nuova Italia (en français : Supprimer la distance tue. Donald Davidson et la théorie de l'interprétation)
- (it) 1995 Epistemologia delle scienze sociali, Nuova Italia Scientifica (en français : Épistémologie des sciences sociales)
- (it) 1996 Soggetti al tempo. Identità personale fra analisi filosofica e costruzione sociale, Feltrinelli  (en français : Identité personnelle à travers les analyses philosophiques et les constructions sociales)
- (it) 2000 Identità e coscienza, Il Mulino (en français : Identité et conscience)
- (it) 2002 Epistemologia delle scienze sociali, nuova edizione riscritta ed allargata, Mulino (en français : Épistémologie des sciences sociales, nouvelle édition revue et augmentée)
- (de) 2002 Die Unheimlichkeit des Gewoehnlichen und andere philosophische Essays, de Stanley Cavell, édité par Davide Sparti, publié Fischer Verlag (en français : L'Ordinaire inquiétant et autres essais philosophiques)
- (it) 2003 L'importanza di essere umani. Etica del riconoscimento, Feltrinelli (en français : L'importance des êtres humains)
- (it) 2005 Suoni inauditi. L’improvvisazione nel jazz e nella vita quotidiana, Il Mulino (en français : Sons inouïs. L'improvisation dans le jazz et dans la vie quotidienne)
- (it) 2006 Le culture del jazz. Storie, contesti, linguaggi e identità (Essais de A. Portelli, H. Becker, J. Elster, P. Johnson-Laird et al, sous la direction de D. Sparti et M. Santoro), Meltemi (en français : Les cultures du jazz. Histoires, contextes, langages et identité)

## Sources
- (it) Cet article est partiellement ou en totalité issu de l’article de Wikipédia en italien intitulé « Davide Sparti » (voir la liste des auteurs).